# Kanji Shigeoka
Kanji Shigeoka (jap. 重岡完治 Shigeoka Kanji; ur. 6 listopada 1934 w prefekturze Fukuoka) – japoński zapaśnik walczący w stylu klasycznym. Olimpijczyk z Rzymu 1960, gdzie zajął dwunaste miejsce w kategorii plus 87 kg.